# افپودل
افپودل (به انگلیسی: Affpuddle) یک روستا در بریتانیا است که در افپودل اند ترنزپودل واقع شده‌است. افپودل ۴۳۶ نفر جمعیت دارد.